# Ronov
Der Ronov (deutsch Ronberg) ist ein 552 m hoher Basaltberg in Nordböhmen (Tschechien). Auf seinem Gipfel befindet sich die Ruine der gotischen Burg Ronov (Ronburg). Der Gipfelbereich steht als Naturdenkmal auf 8,73 ha unter Naturschutz. Die Aussicht vom Gipfel des Ronbergs ist eine der schönsten in Böhmen.

## Lage und Umgebung
Der Ronberg erhebt sich zwischen den Städtchen Blíževedly (Bleiswedel), Stvolínky (Drum) und Kravaře (Graber) über dem Tal des Bobří potok.

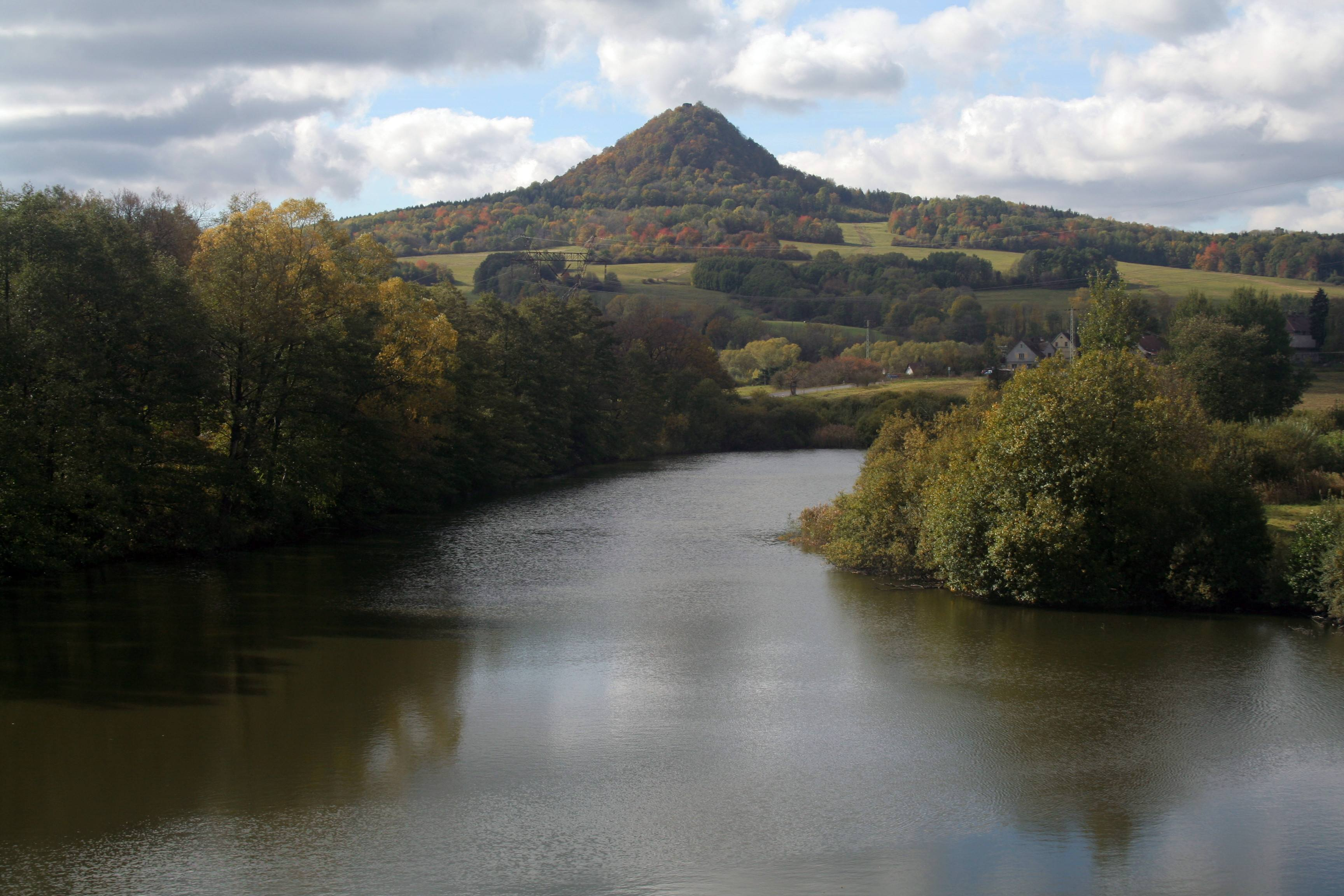
Blick zum Ronberg

## Entstehung des Namens
Nach Ansicht des tschechischen Sprachforschers Antonín Profous leitet sich Ron vom mittelhochdeutschen rone ab, was übersetzt Baumstamm heißt.
Auf dem Wappen der Besitzer der gleichnamigen Burg, den Berka von Dauba, findet sich ein Baumstamm, was diese Sprachdeutung untermauert.

## Burggeschichte

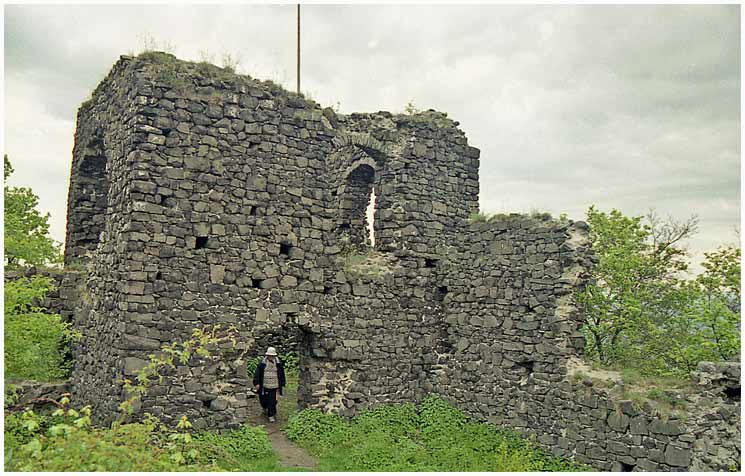
Ruine der Burg

Als Erbauer der Ronburg kommen mit großer Wahrscheinlichkeit die Herren Berka von Dubá in Betracht, die die Anlage nach ihrem uralten Familienstamm der Hronovici (deutsch: Ronow) benannten. Unter König Wenzel IV. wird 1385 das Geschlecht der Ronburg erstmals als Besitzer erwähnt. 1410 gehörte die Ronburg Heinrich und Jaroslav Berka von Dauba auf Mühlstein.
1434 gelangte die Ronburg in den Besitz von Wilhelm I. von Ileburg (Eulenburg), seit 1469 Unterkämmerer im Königreich Böhmen. Nach dem Tod seines einzigen Sohnes Wilhelm II. ging der Besitz 1538 zunächst an dessen Witwe Agnes, geb. Gräfin von Helfenstein, später an die einzige Tochter Anna, verehelichte Kurzbach, und nach deren Tod 1554 an ihre Söhne Wilhelm und Heinrich II. Kurzbach von Trachenberg. Nach des letzteren Tod 1590 fiel der Nutzgenuss an seine Gattin Eva, geb. von Wartenberg. 1603 wurde mit Zustimmung der Erben die Ronburg an Elisabeth von Wartenberg auf Neuschloss-Leipa verkauft. Die Burg war aber schon seit 1575 nicht mehr bewohnt, weil die damaligen Besitzer in der Burg Drum ansässig waren.
Die Ronburg gehörte zu Beginn des Dreißigjährigen Krieges Adam Herzan von Harras. Wie viele andere Herrschaften nahm Wallenstein auch diese 1632 in Besitz und gliederte sie dem Herzogtum Friedland an. Als 1640 der schwedische General Banner die Gegend bedrohte, sind alle benachbarten Gutsbesitzer mit ihren Kostbarkeiten auf diese damals noch sehr feste Burg geflohen. Die Ronburg hat den Angriff der Schweden nicht standgehalten, wurde 1643 geplündert und niedergebrannt und dann dem Verfall überlassen.
Mit Errichtung des Bistums von Leitmeritz ist die Burg in dessen Besitz gekommen. 1654 wurde vom Bischof auf der Ruine ein Kreuz errichtet und 1845 ein Kreuzweg zur Ruine angelegt (erneuert 1891).
Der Sage nach soll ein unterirdischer Gang von der Ronburg bis zur Helfenburg geführt haben.